# Copa Rostelecom 2012
La Copa Rostelecom de 2012, también conocida como Copa de Rusia fue una competición internacional de patinaje artístico sobre hielo, la cuarta del Grand Prix de patinaje artístico sobre hielo de la temporada 2012-2013. Organizada por la federación rusa de patinaje sobre hielo, tuvo lugar en Moscú, entre el 8 y el 11 de noviembre de 2012. Se llevaron a cabo competiciones en las modalidades de patinaje individual masculino, femenino, patinaje en parejas y danza sobre hielo, y sirvió como clasificatorio para la Final del Grand Prix de 2012.

## Resultados

### Patinaje individual masculino
| Clasificación | Nombre             | País            | Total  | Programa corto | Programa corto | Programa libre | Programa libre |
| ------------- | ------------------ | --------------- | ------ | -------------- | -------------- | -------------- | -------------- |
| 1             | Patrick Chan       | Canadá          | 262,35 | 1              | 85,44          | 1              | 176,91         |
| 2             | Takahiko Kozuka    | Japón           | 229,99 | 3              | 76,34          | 3              | 153,65         |
| 3             | Michal Březina     | República Checa | 224,56 | 6              | 73,83          | 4              | 150,73         |
| 4             | Konstantin Menshov | Rusia           | 223,72 | 2              | 76,73          | 5              | 146,99         |
| 5             | Nobunari Oda       | Japón           | 217,92 | 8              | 63,18          | 2              | 154,74         |
| 6             | Richard Dornbush   | Estados Unidos  | 210,89 | 7              | 67,44          | 6              | 143,45         |
| 7             | Artur Gachinski    | Rusia           | 209,84 | 5              | 74,07          | 7              | 135,77         |
| 8             | Zhan Bush          | Rusia           | 199,37 | 4              | 74,50          | 8              | 124,87         |
| 9             | Denis Ten          | Kazajistán      | 177,77 | 9              | 59,42          | 9              | 118,35         |
| R             | Johnny Weir        | Estados Unidos  |        | 10             | 57,47          |                |                |

### Patinaje individual femenino
| Clasificación | Nombre               | País           | Total  | Programa corto | Programa corto | Programa libre | Programa libre |
| ------------- | -------------------- | -------------- | ------ | -------------- | -------------- | -------------- | -------------- |
| 1             | Kiira Korpi          | Finlandia      | 177,19 | 2              | 61,55          | 1              | 115,64         |
| 2             | Gracie Gold          | Estados Unidos | 175,03 | 1              | 62,16          | 2              | 112,87         |
| 3             | Agnes Zawadzki       | Estados Unidos | 166,61 | 3              | 60,18          | 4              | 106,43         |
| 4             | Kanako Murakami      | Japón          | 166,34 | 6              | 56,78          | 3              | 109,56         |
| 5             | Adelina Sotnikova    | Rusia          | 157,98 | 5              | 57,11          | 7              | 100,87         |
| 6             | Aliona Leonova       | Rusia          | 157,27 | 4              | 58,85          | 8              | 98,42          |
| 7             | Polina Korobeynikova | Rusia          | 153,32 | 8              | 51,45          | 6              | 101,87         |
| 8             | Viktoria Helgesson   | Suecia         | 151,48 | 7              | 54,10          | 9              | 97,38          |
| 9             | Valentina Marchei    | Italia         | 148,67 | 9              | 46,25          | 5              | 102,42         |
| 10            | Caroline Zhang       | Estados Unidos | 138,21 | 10             | 46,15          | 10             | 92,06          |

### Patinaje en parejas
| Clasificación | Nombre                                  | País           | Total  | Programa corto | Programa corto | Programa libre | Programa libre |
| ------------- | --------------------------------------- | -------------- | ------ | -------------- | -------------- | -------------- | -------------- |
| 1             | Tatiana Volosozhar / Maksim Trankov     | Rusia          | 207,53 | 1              | 74,74          | 1              | 132,79         |
| 2             | Vera Bazarova / Yuri Larionov           | Rusia          | 191,08 | 2              | 66,02          | 2              | 125,06         |
| 3             | Caydee Denney / John Coughlin           | Estados Unidos | 179,21 | 3              | 59,02          | 3              | 120,19         |
| 4             | Paige Lawrence / Rudi Swiegers          | Canadá         | 154,16 | 4              | 51,86          | 4              | 102,30         |
| 5             | Anastasia Martiusheva / Alekséi Rogonov | Rusia          | 150,15 | 5              | 50,90          | 5              | 99,25          |
| 6             | Tiffany Vise / Don Baldwin              | Estados Unidos | 143,15 | 7              | 45,91          | 6              | 97,24          |
| 7             | Nicole Della Monica / Matteo Guarise    | Italia         | 142,53 | 6              | 50,25          | 7              | 92,28          |

### Danza sobre hielo
| Clasificación | Nombre                                  | País           | Total  | Danza corta | Danza corta | Danza libre | Danza libre |
| ------------- | --------------------------------------- | -------------- | ------ | ----------- | ----------- | ----------- | ----------- |
| 1             | Tessa Virtue / Scott Moir               | Canadá         | 173,99 | 1           | 70,65       | 1           | 103,34      |
| 2             | Yelena Ilinyj / Nikita Katsalapov       | Rusia          | 158,46 | 2           | 65,70       | 2           | 92,76       |
| 3             | Victóriya Sinitsina / Ruslan Zhiganshin | Rusia          | 145,08 | 3           | 60,85       | 4           | 84,23       |
| 4             | Maia Shibutani / Alex Shibutani         | Estados Unidos | 140,91 | 4           | 58,26       | 5           | 82,65       |
| 5             | Nelli Zhiganshina / Alexander Gazsi     | Alemania       | 140,54 | 6           | 55,53       | 3           | 85,01       |
| 6             | Ksenia Monko / Kiril Jaliavin           | Rusia          | 135,84 | 5           | 55,81       | 6           | 80,03       |
| 7             | Penny Coomes / Nicholas Buckland        | Reino Unido    | 126,66 | 8           | 51,39       | 7           | 75,27       |
| 8             | Nicole Orford / Thomas Williams         | Canadá         | 124,96 | 7           | 51,44       | 8           | 73,52       |